# De andere comparant
De andere comparant is een hoorspel van Toos Staalman. De VARA zond het uit op zaterdag 27 september 1969 (met een herhaling op woensdag 3 februari 1971). De regisseur was Ad Löbler. De uitzending duurde 22 minuten.

## Rolbezetting
- Willy Brill (Judith)
- Paul van der Lek (Jan-Joost)

## Inhoud
Jan-Joost legt een (beleefdheids)visite af bij Judith, zijn gewezen vrouw. Vijftien jaar lang zijn ze getrouwd geweest, maar hij heeft de band verbroken, definitief. Het gesprek wordt op een rustige, bijna zakelijke toon gevoerd. Toch is - hoe kan het ook anders - de quasi opgewekte Judith nerveus. Een en ander verbergt ze achter een onmiskenbare ironie. Na een moeizame en onwennige aanloop van Jan-Joost over een nieuwe lamp die boven de tafel hangt, volgt een beschouwing over hun twee kinderen, Flip en Gerdien, 12 en 14 jaar. Zoals altijd hebben de kinderen herrie om niets, maar wordt er niet altijd herrie om niets gemaakt? Daar staan ze nu met hun kinderliefde. O nee, een gemakkelijk besluit was het voor Jan-Joost nu ook niet, maar het was tenslotte zijn plan. Het telefoonprobleem lost Judith op met te zeggen: “U spreekt met mevrouw Berger, meneer Vis is verhuisd.” Dat werkt voortreffelijk. Maar ja, je legt je naam die je jarenlang gedragen hebt niet zomaar naast je neer, net zomin als je trouwring. Die gaat er ook alleen maar af met zeep. Hij vertrekt weer. Zij blijft achter met hun kinderen…